# Webtoon (plateforme)
Pour le format de bande dessinée, voir Webtoon.
Webtoon est un service de publication en ligne de webtoons.
Appartenant à la société Naver, créé par Kim Jun-koo, il est apparu en 2004 en Corée du Sud, puis s'est développé à l'international en 2014, d'abord en anglais puis dans d'autres langues.
Il publie des œuvres originales et héberge des auteurs de bande dessinée indépendants,,,,.
Il dispose également d'une application pour iOS et Android.

## En France
Outre la publication d'œuvres coréennes traduites, Webtoon édite des auteurs français. Ainsi, l'autrice Natacha Ratto a été sollicitée par Webtoon, qui à partir de mars 2020 a publié, avec succès, sa série Sex, Drugs & RER : mi-2023, elle cumule 21 millions de vues.
La plateforme noue également des partenariats avec des éditeurs papiers, pour la vente de webtoon réadaptés au format page, comme Colossale, des autrices Diane Truc et Rutile. 
En juin 2023, la plateforme annonce un partenariat exclusif avec l'éditeur Michel Lafon.